# Marc Garneau
Joseph Jean-Pierre Marc Garneau (Quebec, 23 de febrero de 1949-Montreal, 4 de junio de 2025) fue un astronauta, ingeniero, militar (capitán de navío) y político canadiense.

## Biografía
El 5 de octubre de 1984 Garneau se convirtió el segundo americano no estadounidense en volar al espacio exterior, después del cosmonauta cubano Arnaldo Tamayo Méndez (1942‑) y el primer astronauta canadiense.
Participó en tres vuelos a bordo de transbordadores espaciales de la NASA estadounidense. Participó en las misiones
STS-41-G,
STS-77,
STS-97. Pasó 29 días con 2:01 horas en el espacio exterior.
Entre 2001 y 2006 fue presidente de la Agencia Espacial Canadiense, y en 2003 se instaló como el 9.º canciller de la Universidad de Carleton en la ciudad de Ottawa.
En 2006 entró en la política en busca de un asiento como miembro del Parlamento federal con el Partido Liberal de Canadá. Durante las elecciones federales de Canadá 2006 fue candidato en Vaudreuil-Soulanges, pero dos años más tarde ganó en el distrito Westmount-Marie (en el centro de Montreal).